# 陳廷肅

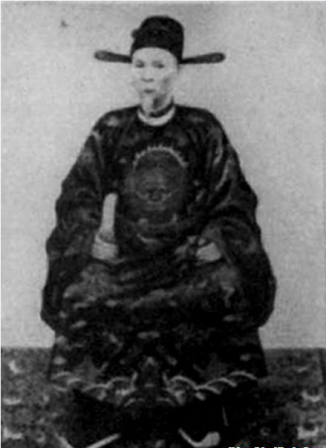
陳廷肅

陳廷肅（越南语：／，1809年—1892年），字仲恭（越南语：／），越南阮朝官員。

## 生平
陳廷肅是廣治省由靈縣安舍總河中社（今屬廣治省由靈縣由洲社河中村）人，嘉隆八年（1809年）出生，父親是富安參協陳廷徵。少年時憑蔭入國子監讀書。紹治二年（1842年），參加承天場鄉試，考中舉人。初授不拔知縣，後升授戶部主事。嗣德三年（1850年），升任永祥知府，遷兵部員外郎，後署富安管道。不久又因父母年老而辭官奉養父母。
嗣德九年（1856年），陳廷肅起復，充任隨辦廣南軍次。嗣德帝以戰守和三策詢問，陳廷肅認為應該堅壁清野，迫使敵人議和。嗣德十二年（1859年），陳廷肅再次充任幫辦廣南軍務。當年法軍進攻嘉定、邊和，陳廷肅又改授鴻臚寺卿，充邊和軍次贊襄。後來邊和省失守，陳廷肅被削職留用。
嗣德十五年（1862年），陳廷肅恢復原銜，辦理刑部事務。次年（1863年），充任營田使，在承天府、廣治道募集百姓，設立村邑，開墾荒田。嗣德十八年（1865年），陳廷肅因功加授戶部右侍郎，仍充任營田使，並獲賜一枚“廉平勤幹”金磬。在職期間，陳廷肅主持疏浚永定河，開採榴堡鐵礦，雇傭廣治饑民，以工代賑。
嗣德二十一年（1868年），嗣德帝派陳廷肅前往英屬香港考察，學習先進技術，回國後升任河內巡撫。次年（1869年），轉任商辦山西軍務，充宣光軍次贊理，與山興宣總督阮伯儀以及清朝將領馮子才一起，圍剿盤踞在保勝、老街一帶的黑旗軍劉永福。嗣德二十三年（1870年），陳廷肅改任興化巡撫，充興化軍次贊理，後因病回休，仍擔任營田使。
嗣德二十六年（1873年），安業率軍襲擊河內，海陽、南定、寧平相繼失守，是為北圻變故。陳廷肅被任命為河寧總督，與河內巡撫阮仲合、按察使張嘉會一起前往河內，向法軍將領安鄴議和，想要收回失陷城池，重新改定通商條約。但他們一行人剛至河內次日，黑旗軍兵逼河內，安業作戰陣亡。法軍因此要求先退兵，後交城議約。這遭到陳廷肅、阮仲合等人的嚴詞拒絕，堅持交城議約，然後撤兵。最終，阮文祥與法國統察霍道生一起從南圻趕到河內，促成交城定約。事後，陳廷肅以臨事坦蕩，實授河寧總督。
嗣德三十三年（1880年），陳廷肅升協辦大學士致事，嗣德帝特許他繼續領半俸，並命大臣時常探問陳廷肅起居。
嗣德三十五年（1882年），法軍發動北圻遠征，佔領河內。陳廷肅又起復河寧總督充欽差大臣，與阮有度一起去河內，同法將李威利談判。法軍歸還河內城後，陳廷肅卸職還鄉。次年（1883年），法軍兵臨順化城下，陳廷肅再度出山，以禮部尚書身份，充任定約全權大臣，與阮仲合分別擔任正副使，同法國談判，簽訂《第一次順化條約》。
成泰三年（1891年）八月，陳廷肅實授協辦大學士。次年（1892年）十一月，在家去世，壽八十四歲。
成泰十八年（1906年）十二月，阮廷追封陳廷肅為賴安子。

## 作品
陳廷肅著有《仙山全集》。

## 子女
- 子陳廷樸，官至戶部尚書，封禮門子